# Reshma Qureshi
Reshma Qureshi ist ein indisches Model, eine Vloggerin und Aktivistin gegen Säureattentate. Sie ist das Gesicht der indischen Kampagne Make Love Not Scars. Ihre Model-Karriere in den USA begann, als sie für Archana Kochhar, eine indische Modedesignerin, bei der New York Fashion Week 2016 über den Laufsteg lief.

## Leben und die Attacke
Qureshi ist die jüngste Tochter eines Taxifahrers im Osten von Mumbai, Indien. Alle 10 Familienmitglieder lebten in einem Zwei-Zimmer-Apartment. Sie studierte Betriebswirtschaft in der Schule.
Am 19. Mai 2014, im Alter von 17 Jahren, wurde Qureshi von ihrem Schwager und zwei weiteren Angreifern mit Schwefelsäure angegriffen, als sie für eine Prüfung nach Allahabad fuhr. Eigentlich sollte die Attacke ihre Schwester Gulshan treffen, aber die Täter verwechselten die beiden. Durch die Attacke verlor Qureshi ein Auge und behielt Narben im Gesicht und an den Armen. Aufgrund dieses Erlebnisses und der Entstellung ihres Gesichts war sie für eine Zeit nach der Attacke suizidgefährdet und versuchte dreimal, Suizid zu begehen. Nachdem ihre körperlichen Wunden geheilt waren, wurde sie das Gesicht der NGO Make Love Not Scars. Das Ziel der Organisation ist es, Opfern von Säureattentaten eine Stimme zu geben und den Verkauf von Säure in Indien zu beenden. Qureshi begann auch, Beauty Tutorials auf YouTube hochzuladen und somit gegen den Verkauf von Säure vorzugehen. Cosmopolitan nannte die Videos „ridiculously empowering“.
In einem Interview mit India New England News im September 2017 wurde Qureshi gefragt, ob sie von ihrem Angreifer nach der Attacke gehört habe. Sie antwortete, „Ich habe mit dem Angreifer und seiner Familie nicht gesprochen, aber ich habe ihn vor zwei Monaten im Gericht getroffen. Ich wollte ihm sofort seine Kehle herausreißen, um ehrlich zu sein … Als er mich sah, sagte er zu seinem Anwalt und seinen Leuten:_‚Sie wurde so bekannt und ein Model, ihr geht es gut, also bitte lasst mich frei oder helft mir raus.‘“

## Model-Karriere
The New York Times berichtete, dass Qureshis Videos über 900.000 Aufrufe hatten (Stand September 2015).
Bei der 2016 New York Fashion Week eröffnete sie die Show für die Designerin Archana Kochhar und trug ein „atemberaubendes cremeweißes und geblümtes bodenlanges Abendkleid“. Chika Chan machte Qureshis Makeup und Aubrey Loots ihre Haare. Über dieses Erlebnis sagte Qureshi: „Dieser Gang auf dem Laufsteg war mir wichtig, da es so viele Mädchen wie mich gibt, die ein Säureattentat überlebt haben, und es wird ihnen Mut geben. Und es wird außerdem Leuten, die andere aufgrund ihres Aussehens beurteilen, zeigen, dass man ein Buch nicht wegen des Covers beurteilen sollte – du solltest alle durch dieselben Augen anschauen.“
Auch bei der New York Fashion Week 2016 war sie für Vaishali Couture in Zusammenarbeit mit Global Disability Inclusion und Fashion Week Online zu sehen.
Im September 2017 war Qureshi für die Designerin Jaheena bei der Crocs Mysore Fashion Week in Mysore, Indien, tätig.